# Pike (villa)
Pike fue una villa ubicada en el condado de Wyoming en el estado estadounidense de Nueva York. En el año 2000 tenía una población de 382 habitantes y una densidad poblacional de 150 personas por km². La villa fue disuelta en 2007.

## Geografía
Pike se encuentra ubicada en las coordenadas 42°33′23″N 78°9′19″O / 42.55639, -78.15528.

## Demografía
Según la Oficina del Censo en 2000 los ingresos medios por hogar en la localidad eran de $39,000, y los ingresos medios por familia eran $45,000. Los hombres tenían unos ingresos medios de $31,000 frente a los $21,111 para las mujeres. La renta per cápita para la localidad era de $13,840. Alrededor del 9.2% de la población estaban por debajo del umbral de pobreza.